# Deutsche Leichtathletik-Meisterschaften 1978/Resultate
Der Hauptteil der Wettbewerbe bei den 78. Deutschen Leichtathletik-Meisterschaften wurde vom 11. bis 13. August 1978 in Köln im Müngersdorfer Stadion ausgetragen.
In der hier vorliegenden Auflistung werden die in den verschiedenen Wettbewerben jeweils ersten acht platzierten Leichtathletinnen und Leichtathleten aufgeführt. Eine Übersicht mit den Medaillengewinnerinnen und -gewinnern sowie einigen Anmerkungen zu den Meisterschaften findet sich unter dem Link Deutsche Leichtathletik-Meisterschaften 1978.
Wie immer gab es zahlreiche Disziplinen, die zu anderen Terminen an anderen Orten stattfanden – in den folgenden Übersichten jeweils konkret benannt.

## Meisterschaftsresultate Männer

### 100 m
| Platz | Athlet, Verein                            | Zeit (s) |
| ----- | ----------------------------------------- | -------- |
| 1     | Werner Zaske (SV Saar 05 Saarbrücken)     | 10,55    |
| 2     | Werner Bastians (TV Wattenscheid 01)      | 10,55    |
| 3     | Bruno Werner (SV Salamander Kornwestheim) | 10,74    |
| 4     | Ulrich Haupt (TSV Bayer 04 Leverkusen)    | 10,75    |
| 5     | Klaus-Dieter Bieler (LG Braunschweig)     | 10,76    |
| 6     | Max Bossong (LG Ostsaar)                  | 10,77    |
| 7     | Fritz Heer (TV Viernheim)                 | 10,88    |
| 8     | Dieter Steinmann (TV Wattenscheid 01)     | 10,95    |

Datum: 12. August
Wind: ±0,0 m/s

### 200 m
| Platz | Athlet, Verein                                   | Zeit (s) |
| ----- | ------------------------------------------------ | -------- |
| 1     | Franz-Peter Hofmeister (TSV Bayer 04 Leverkusen) | 21,03    |
| 2     | Harald Schmid (TV Gelnhausen)                    | 21,13    |
| 3     | Werner Bastians (TV Wattenscheid 01)             | 21,37    |
| 4     | Klaus-Dieter Stierhof (LG Schweinfurt)           | 21,60    |
| 5     | Robert Tempel (Jugend 07 Bergheim)               | 21,69    |
| 6     | Ulrich Haupt (TSV Bayer 04 Leverkusen)           | 21,70    |
| 7     | Bruno Werner (SV Salamander Kornwestheim)        | 21,87    |
| DNF   | Bernd Sattler (LAV Rala Ludwigshafen)            |          |

Datum: 13. August
Wind: −0,1 m/s

### 400 m
| Platz | Athlet, Verein                                   | Zeit (s) |
| ----- | ------------------------------------------------ | -------- |
| 1     | Franz-Peter Hofmeister (TSV Bayer 04 Leverkusen) | 45,45    |
| 2     | Bernd Herrmann (TSV Bayer 04 Leverkusen)         | 45,60    |
| 3     | Martin Weppler (VfB Stuttgart)                   | 45,97    |
| 4     | Lothar Krieg (ASC Darmstadt)                     | 46,24    |
| 5     | Joachim Rabstein (TSV Bayer 04 Leverkusen)       | 46,43    |
| 6     | Erwin Skamrahl (SV Union Groß-Ilsede)            | 46,86    |
| 7     | Andreas Pesch (LG Conti Waldeck)                 | 47,13    |
| 8     | Uwe Wegner (LG Wilhelmshaven)                    | 47,59    |

Datum: 12. August

### 800 m
| Platz | Athlet, Verein                         | Zeit (min) |
| ----- | -------------------------------------- | ---------- |
| 1     | Willi Wülbeck (TV Wattenscheid 01)     | 1:46,7     |
| 2     | Uwe Becker (VfL Wolfsburg)             | 1:46,9     |
| 3     | Hans-Peter Ferner (MTV Ingolstadt)     | 1:47,0     |
| 4     | Herbert Wursthorn (TSG Reutlingen)     | 1:47,2     |
| 5     | Dieter Riebe (TSV Bayer 04 Leverkusen) | 1:48,6     |
| 6     | Herbert Stark (SV Germering)           | 1:48,7     |
| 7     | Thomas Wilking (OSC Thier Dortmund)    | 1:48,8     |
| 8     | Hans Reibold (SV Darmstadt 98)         | 1:48,9     |

Datum: 13. August

### 1500 m
| Platz | Athlet, Verein                        | Zeit (min) |
| ----- | ------------------------------------- | ---------- |
| 1     | Dr. Thomas Wessinghage (USC Mainz)    | 3:41,1     |
| 2     | Anton Kirschbaum (TV Wattenscheid 01) | 3:42,4     |
| 3     | Manfred Nellesen (VfL Merkur Kleve)   | 3:42,7     |
| 4     | Michael Lederer (ASC Darmstadt)       | 3:42,8     |
| 5     | Carlo Seck (USC Mainz)                | 3:42,9     |
| 6     | Heinz Maier (TV Eggenfelden)          | 3:42,9     |
| 7     | Henning von Papen (ASV Köln)          | 3:43,3     |
| 8     | Alfred Rupp (LAC Quelle Fürth)        | 3:43,6     |

Datum: 12. August

### 5000 m
| Platz | Athlet, Verein                                   | Zeit (min) |
| ----- | ------------------------------------------------ | ---------- |
| 1     | Frank Zimmermann (SCC Berlin)                    | 13:22,3    |
| 2     | Karl Fleschen (TSV Bayer 04 Leverkusen)          | 13:24,3    |
| 3     | Detlef Uhlemann (LG Jägermeister Bonn-Troisdorf) | 13:27,5    |
| 4     | Christoph Herle (LAC Quelle Fürth)               | 13:32,8    |
| 5     | Hans-Jürgen Orthmann (VfL Wehbach)               | 13:35,0    |
| 6     | Dirk Sander (LG Lage-Detmold)                    | 13:43,7    |
| 7     | Michael Spöttel (LG Kreis Verden)                | 13:45,4    |
| 8     | Edmundo Warnke (LAC Quelle Fürth)                | 13:48,7    |

Datum: 13. August

### 10.000 m
| Platz | Athlet, Verein                                   | Zeit (min) |
| ----- | ------------------------------------------------ | ---------- |
| 1     | Karl Fleschen (TSV Bayer 04 Leverkusen)          | 28:39,4    |
| 2     | Frank Zimmermann (SCC Berlin)                    | 28:40,2    |
| 3     | Hans-Jürgen Orthmann (VfL Wehbach)               | 28:43,7    |
| 4     | Detlef Uhlemann (LG Jägermeister Bonn-Troisdorf) | 28:45,8    |
| 5     | Wolf-Dieter Poschmann (TV Wattenscheid 01)       | 28:53,6    |
| 6     | Ingo Sensburg (Neuköllner Sportfreunde)          | 29:01,6    |
| 7     | Manfred Schoeneberg (OSC Thier Dortmund)         | 29:02,0    |
| 8     | Edmundo Warnke (LAC Quelle Fürth)                | 29:08,3    |

Datum: 28. Mai
fand in Berlin statt

### 25-km-Straßenlauf
| Platz | Athlet, Verein                                    | Zeit (h)     |
| ----- | ------------------------------------------------- | ------------ |
| 1     | Karl Fleschen (TSV Bayer 04 Leverkusen)           | 1:13:57,8 DR |
| 2     | Michael Spöttel (LG Kreis Verden)                 | 1:15:46,8000 |
| 3     | Reinhard Leibold (LAC Quelle Fürth)               | 1:15:55,4000 |
| 4     | Winfried Hellwig (LG Jägermeister Bonn-Troisdorf) | 1:15:56,4000 |
| 5     | Ingo Sensburg (Neuköllner Sportfreunde)           | 1:16:17,2000 |
| 6     | Jochen Schirmer (LG Jägermeister Bonn-Troisdorf)  | 1:16:25,4000 |
| 7     | Werner Dörrenbächer (SV Saar 05 Saarbrücken)      | 1:16:31,0000 |
| 8     | Falko Will (VfL Wolfsburg)                        | 1:16:35,2000 |

Datum: 16. April
fand in Frankenberg an der Eder statt
Mit seiner Siegerzeit von 1:13:57,8 min stellte Karl Fleschen einen neuen deutschen Rekord auf.

### 25-km-Straßenlauf, Mannschaftswertung
| Platz | Verein, Besetzung                                                               | Zeit (h)  |
| ----- | ------------------------------------------------------------------------------- | --------- |
| 1     | LG Jägermeister Bonn-Troisdorf (Winfried Hellwig, Jochen Schirmer, Gerd Escher) | 3:52:32,6 |
| 2     | LAC Quelle Fürth (Reinhard Leibold, Hans-Otto Schirmer, Anton Gorbunow)         | 3:53:28,2 |
| 3     | Neuköllner Sportfreunde (Ingo Sensburg, Horst Wegner, Klaus Rathjen)            | 3:53:38,8 |
| 4     | LG Kreis Verden (Michael Spöttel, Jürgen Schulze, George Holden)                | 3:56:33,0 |
| 5     | SKV Eglosheim (Reiner Müller, Karl-Heinz Reichert, Pötzsch)                     | 3:57:50,4 |
| 6     | SV Saar 05 Saarbrücken (Werner Dörrenbächer, Peter Alt, Horst Behr)             | 3:59:11,4 |
| 7     | LG DJK boullo Andernach-Neuwied (Schmitz, Michael Nagel, Günter Hinkelmann)     | 4:00:18,6 |
| 8     | Eintracht Frankfurt (Franz-Leo Thoma, Markus Butters, Mehmering)                | 4:00:50,0 |

Datum: 16. April
fand in Frankenberg an der Eder statt

### Marathon
| Platz | Athlet, Verein                                    | Zeit (h)  |
| ----- | ------------------------------------------------- | --------- |
| 1     | Reinhard Leibold (LAC Quelle Fürth)               | 2:17:29,2 |
| 2     | Hans-Werner Pietschmann (TuS Werdohl)             | 2:18:48,5 |
| 3     | Werner Dörrenbächer (SV Saar 05 Saarbrücken)      | 2:19:16,9 |
| 4     | Klaus Orthen (LG Sieg)                            | 2:19:42,7 |
| 5     | Hans-Jürgen Rose (Neuköllner Sportfreunde)        | 2:22:44,8 |
| 6     | Clemens Schneider-Strittmatter (LAC Quelle Fürth) | 2:22:57,4 |
| 7     | Norbert Bollweg (LG Lage-Detmold)                 | 2:23:08,2 |
| 8     | Wolfram Weber (SCC Berlin)                        | 2:23:22,5 |

Datum: 23. September
fand in Steinwiesen statt

### Marathon, Mannschaftswertung
| Platz | Verein, Besetzung                                                                   | Zeit (h)  |
| ----- | ----------------------------------------------------------------------------------- | --------- |
| 1     | LAC Quelle Fürth (Reinhard Leibold, Clemens Schneider-Strittmatter, Edmundo Warnke) | 7:09:36,7 |
| 2     | Preussen Krefeld (Gerd Quack, Hanns Kirschke, Paul Peeters)                         | 7:18:29,8 |
| 3     | LAZ Hamm (Joachim Wollek, Heinz Steiger, Hans-Walter Kreft)                         | 7:20:57,8 |
| 4     | SKV Eglosheim (Reiner Müller, Karl-Heinz Reichert, Werner Maiwald)                  | 7:22:25,8 |
| 5     | SV Saar 05 Saarbrücken (Werner Dörrenbächer, Peter Alt, Horst Behr)                 | 7:26:41,8 |
| 6     | SCC Berlin (Wolfram Weber, Michael Heine, Andreas Schierarend)                      | 7:28:56,2 |
| 7     | LG Gut-Heil Neumünster (Rüdiger Grube, Roland Szymaniak, Hans Wetzel)               | 7:35:40,7 |
| 8     | OSC Hoechst (Lothar Lauffs, Michael Kuhn, Alfred Müller)                            | 7:36:24,2 |

Datum: 23. September
fand in Steinwiesen statt

### 110 m Hürden
| Platz | Athlet, Verein                              | Zeit (s) |
| ----- | ------------------------------------------- | -------- |
| 1     | Guido Kratschmer (USC Mainz)                | 13,90    |
| 2     | Dieter Gebhard (SV Salamander Kornwestheim) | 13,94    |
| 3     | Wolfgang Muders (TSV Bayer 04 Leverkusen)   | 14,28    |
| 4     | Hans-Gerd Klein (TSV Bayer 04 Leverkusen)   | 14,34    |
| 5     | Manfred Schumann (Hannover 78)              | 14,37    |
| 6     | Holger Schmidt (TV Wattenscheid 01)         | 14,41    |
| 7     | Hans-Joachim Wehrsen (VfL Wolfsburg)        | 14,45    |
| 8     | Konrad Stark (LG Bamberg)                   | 14,55    |

Datum: 13. August
Wind: +0,4 m/s

### 400 m Hürden
| Platz | Athlet, Verein                       | Zeit (s) |
| ----- | ------------------------------------ | -------- |
| 1     | Harald Schmid (TV Gelnhausen)        | 48,43 DR |
| 2     | Thomas Löwe (TSG 1862 Weinheim)      | 50,12000 |
| 3     | Axel Salander (LG Wedel-Pinneberg)   | 50,48000 |
| 4     | Martin Bürkle (LG Ortenau-Nord)      | 50,96000 |
| 5     | Frank Czioska (USC Heidelberg)       | 51,27000 |
| 6     | Ulf Meyer (Hamburger SV)             | 51,35000 |
| 7     | Johannes Heling (TV Wattenscheid 01) | 51,96000 |
| 8     | Ulrich Zunker (LBV Phönix Lübeck)    | 52,16000 |

Datum: 12. August
Harald Schmid stellte mit seinen 48,43 Sekunden einen neuen deutschen Rekord auf.

### 3000 m Hindernis
| Platz | Athlet, Verein                           | Zeit (min) |
| ----- | ---------------------------------------- | ---------- |
| 1     | Patriz Ilg (TG Hofen)                    | 8:20,9     |
| 2     | Michael Karst (USC Mainz)                | 8:25,0     |
| 3     | Manfred Schoeneberg (OSC Thier Dortmund) | 8:27,8     |
| 4     | Oskar Huber (TV Waltenhofen)             | 8:29,1     |
| 5     | Josef Lechner (TSV 1860 München)         | 8:33,1     |
| 6     | Reinhard Münzel (Rot-Weiß Koblenz)       | 8:41,3     |
| 7     | Eberhard Weyel (TuS 04 Leverkusen)       | 8:44,3     |
| 8     | Paul Nothacker (LG Nordschwarzwald)      | 8:47,1     |

Datum: 12. August

### 4 × 100 m Staffel
| Platz | Verein, Besetzung                                                                          | Zeit (s) |
| ----- | ------------------------------------------------------------------------------------------ | -------- |
| 1     | TV Wattenscheid 01 I (Friedhelm Heckel, Werner Bastians, Dieter Steinmann, Georg Gath)     | 39,88    |
| 2     | SV Salamander Kornwestheim (Wolfgang Jäger, Peter Sassnink, Bruno Werner, Dieter Gebhard)  | 40,08    |
| 3     | TV Wattenscheid 01 II (Bernd Goldstein, Udo Thiel, Peter Steimel, Schmidt)                 | 40,41    |
| 4     | Jugend 07 Bergheim I (Späte, Robert Tempel, Heinz Busche,Karl-Josef Siep)                  | 40,67    |
| 5     | FC Bayer 05 Uerdingen (Joachim Busse, Peter Schwelm, Bernward Plenker, Heyer)              | 40,67    |
| 6     | Hannover 78 (Schneider, Rudolf Lüdemann, Peter Tegtmeier, Manfred Schumann)                | 40,84    |
| 7     | USC Mainz (Alexander Wernsdorfer, Rudolf Brumund, Jens Schulze, Guido Kratschmer)          | 40,87    |
| 8     | Jugend 07 Bergheim II (Ernst Dadam, Winfried Kessel, Michael Düsing, Daniel Schlotterbeck) | 40,89    |

Datum: 12. August

### 4 × 400 m Staffel
| Platz | Verein, Besetzung                                                                                | Zeit (min) |
| ----- | ------------------------------------------------------------------------------------------------ | ---------- |
| 1     | TSV Bayer 04 Leverkusen (Joachim Rabstein, Günter Karge, Franz-Peter Hofmeister, Bernd Herrmann) | 3:04,5 BRV |
| 2     | TV Wattenscheid (Jörg Klingovszky, Peter Steimel, Johannes Heling, Udo Thiel)                    | 3:08,90000 |
| 3     | OSC Thier Dortmund (Budden, Thomas Wilking, Hartmut Weber, Hermann)                              | 3:09,30000 |
| 4     | Jugend 07 Bergheim (Gangolf Schneider, Winfried Kessel, Hans Joachim Wagner, Michael Düsing)     | 3:09,60000 |
| 5     | FC Bayer 05 Uerdingen (Uwe Schummer, Peter Quasten, Fritz Tille, Heyer)                          | 3:10,30000 |
| 6     | ASV Köln (Heinz-Dieter Antretter, Karsten, Rösch, Franz-Josef Löhrer)                            | 3:10,70000 |
| 7     | MTG Mannheim (Andreas Rizzi, Norbert Weiss, Thomas Rizzi, Michael Manke-Reimers)                 | 3:11,00000 |
| 8     | LG Süd Berlin (Lutz Rechenberg, Fischer, Lutz Todtenhausen, Ralf Höhle)                          | 3:12,20000 |

Datum: 13. August
Die Läufer des TSV Bayer 04 Leverkusen stellten in diesem Rennen einen neuen DLV-Rekord für Vereinsstaffeln auf.

### 4 × 800 m Staffel
| Platz | Verein, Besetzung                                                                      | Zeit (min) |
| ----- | -------------------------------------------------------------------------------------- | ---------- |
| 1     | TV Wattenscheid 01 (Günter Korb, Anton Kirschbaum, Jürgen Lubrecht, Willi Wülbeck)     | 7:26,5     |
| 2     | VfL Wolfsburg (Jürgen Stark, V. Becker, Reiner Burmester, Uwe Becker)                  | 7:26,8     |
| 3     | SV Darmstadt 98 (Hans Reibold, Walter Rentsch, Jürgen Lorösch, R. Reibold)             | 7:32,8     |
| 4     | TSV Bayer 04 Leverkusen (Steinacker, Ludwig, Olaf Schneidewind, Günther)               | 7:31,2     |
| 5     | LG ESV/PSV Essen (Alfred Wunderlich, Georg Lukas, Siebert, Porbadnik)                  | 7:34,8     |
| 6     | LSG Saarbrücken-Sulzbachtal (Joachim Heinz, Hans Peter Kirsch, Dieter Krieger, Köhler) | 7:35,7     |
| 7     | LG Lage-Detmold (Achim Stober, Wolfgang Otto, Jürgen Strate, Paul Rosenbaum)           | 7:37,3     |
| 8     | LG Wedel-Pinneberg (Frerk Meyer, Axel Salander, Michael Krieg, Bongartz)               | 7:49,3     |

Datum: 16. September
fand in Lage statt

### 4 × 1500 m Staffel
| Platz | Verein, Besetzung                                                                             | Zeit (min)  |
| ----- | --------------------------------------------------------------------------------------------- | ----------- |
| 1     | USC Mainz (Klaus-Peter Hildenbrand, Michael Karst, Carlo Seck, Dr. Thomas Wessinghage)        | 15:09,1 BRV |
| 2     | TSV Bayer 04 Leverkusen (Romolo/Italien, Kaddatz, Peter Belger, Karl Fleschen)                | 15:12,1     |
| 3     | LAC Quelle Fürth (Alfred Rupp, Hans-Joachim Woigk, Christoph Herle, Eberhard Helm)            | 15:20,2     |
| 4     | SCC Berlin (Lutz Derkow, Mathias Einert, Frank Zimmermann, Lutz Friebe)                       | 15:22,4     |
| 5     | FC Bayer 05 Uerdingen (Ulrich Dübbert, Leach/Großbritannien, Ingo Falk, Grant/Großbritannien) | 15:25,6     |
| 6     | ASC Darmstadt (Jürgen Wolf, Kurt Oestreich, Peter Spahn, Michael Lederer)                     | 15:29,2     |
| 7     | LG Jägermeister Bonn-Troisdorf (Zieb, Bernhard Gatzke, Valdur Koha, Detlef Uhlemann)          | 15:30,8     |
| 8     | Rot-Weiß Koblenz (Herbert Stephan, Reinhard Münzel, Christian Collisy, Franz-Josef Weihrauch) | 15:35,5     |

Datum: 16. September
fand in Lage statt
Der USC Mainz stellte mit 15:09,1 min einen neuen DLV-Rekord für Vereinsstaffeln auf.

### 20-km-Gehen
| Platz | Athlet, Verein                       | Zeit (h)  |
| ----- | ------------------------------------ | --------- |
| 1     | Alfons Schwarz (LAC Quelle Fürth)    | 1:29:17,3 |
| 2     | Hans Michalski (Eintracht Frankfurt) | 1:29:50,2 |
| 3     | Gerhard Weidner (TSV Salzgitter)     | 1:31:20,8 |
| 4     | Heinrich Schubert (LAC Quelle Fürth) | 1:32:13,5 |
| 5     | Hans Binder (Post-SV Mühldorf)       | 1:32:45,9 |
| 6     | Wolfgang Werner (LAC Quelle Fürth)   | 1:33:04,9 |
| 7     | Karl Degener (TSV Salzgitter)        | 1:33.24,2 |
| 8     | Wolfgang Wiedemann (SC Unterrieden)  | 1:34:16,1 |

Datum: 12. August

### 20-km-Gehen, Mannschaftswertung
| Platz | Verein, Besetzung                                                           | Zeit (h)  |
| ----- | --------------------------------------------------------------------------- | --------- |
| 1     | LAC Quelle Fürth (Alfons Schwarz, Heinrich Schubert, Wolfgang Werner)       | 4:34:35,7 |
| 2     | TSV Salzgitter (Gerhard Weidner, Karl Degener, Hans-Joachim Kloppe)         | 4:46:31,3 |
| 3     | Eintracht Frankfurt (Hans Michalski, Hellig, Walter Drössler)               | 4:48:13,9 |
| 4     | TuS Ricklingen (Meyer, Michael Ritter, Lüdtke)                              | 4:55:26,8 |
| 5     | SC Unterrieden (Wolfgang Wiedemann, Maximilian Müller, Herbert Klaus)       | 5:00:07,9 |
| 6     | Post-SV Mühldorf (Hans Binder, Edgar Bessa, Anton Lechertshuber)            | 5:00:21,7 |
| 7     | TSV Schwaben Augsburg (Alois Bschor, Walter Immerz, Ulrich Baier)           | 5:05:54,8 |
| 8     | Eintracht Bad Kreuznach (Rainer Tryankowski, Gerd Birnstock, Walter Barzen) | 5:07:20,5 |

Datum: 12. August

### 50-km-Gehen
| Platz | Athletin, Verein                             | Zeit (h)  |
| ----- | -------------------------------------------- | --------- |
| 1     | Hans Binder (Post-SV Mühldorf)               | 3:58:54,1 |
| 2     | Heinrich Schubert (LAC Quelle Fürth)         | 4:01:59,0 |
| 3     | Gerhard Weidner (TSV Salzgitter)             | 4:02:17,0 |
| 4     | Gerhard Weidner (TSV Salzgitter)             | 4:07:43,3 |
| 5     | Hans Michalski (Eintracht Frankfurt)         | 4:11:52,8 |
| 6     | Karl Degener (TSV Salzgitter)                | 4:21:17,4 |
| 7     | Rainer Tryankowski (Eintracht Bad Kreuznach) | 4:22:53,0 |
| 8     | Walter Schwoche (VfV Hildesheim)             | 4:23:03,8 |

Datum: 1. Oktober
fand in Eschborn statt

### 50-km-Gehen, Mannschaftswertung
| Platz | Verein, Besetzung                                                     | Zeit (h)   |
| ----- | --------------------------------------------------------------------- | ---------- |
| 1     | TSV Salzgitter I (Gerhard Weidner, Karl Degener, Hans-Joachim Kloppe) | 12:37:53,7 |
| 2     | Eintracht Frankfurt (Hans Michalski, Walter Drössler, Günther Kowald) | 12:58:55,7 |
| 3     | Post-SV Mühldorf (Hans Binder, Edgar Bessa, Martin Unterholzner)      | 13:34:05,1 |
| 4     | TSG 1878 Heidelberg (Peter Norden, Heyda, Heinrich Jakob)             | 13:41:20,6 |
| 5     | Eintracht Bad Kreuznach (Rainer Tryankowski, Gerd Birnstock, J. Koch) | 13:50:12,5 |
| 6     | LAV Hamburg Nord (Bernd Ockelmann, Braun, Rainer Heidemann)           | 13:52:54,8 |
| 7     | VfV Hildesheim (Walter Schwoche, Hintenberg, Hannes Koch)             | 14:19:55,0 |
| 8     | TSV Salzgitter II (Ahnert, G. Müller, Schröter)                       | 14:35:26,2 |

Datum: 1. Oktober
fand in Eschborn statt

### Hochsprung
| Platz | Athlet, Verein                               | Höhe (m) |
| ----- | -------------------------------------------- | -------- |
| 1     | Andre Schneider (TV Wattenscheid 01)         | 2,22     |
| 2     | Carlo Thränhardt (ASV Köln)                  | 2,22     |
| 3     | Harald Scherer (LG Hohenfels)                | 2,16     |
| 4     | Paul Frommeyer (DJK Arminia Ibbenbüren)      | 2,16     |
| 5     | Dietmar Mögenburg (TuS Rheindorf)            | 2,16     |
| 6     | Bernd Mühle (USC Mainz)                      | 2,16     |
| 7     | Hans Burchard (Kaltenkirchener Turnerschaft) | 2,16     |
| 8     | Holger Marten (LG Bremen Süd)                | 2,16     |

Datum: 13. August

### Stabhochsprung
| Platz | Athlet, Verein                             | Höhe (m) |
| ----- | ------------------------------------------ | -------- |
| 1     | Günther Lohre (SV Salamander Kornwestheim) | 5,40     |
| 2     | Theo Walpurgis (ASV Köln)                  | 5,00     |
| 3     | Peter Peinemann (LG Kreis Verden)          | 5,00     |
| 4     | Heinz-Josef Chlosta (TV Wattenscheid 01)   | 4,90     |
| 5     | Gerald Heinrich (Eintracht Frankfurt)      | 4,70     |
| 6     | Dietmar Kunkel (PSV Wuppertal)             | 4,70     |
| 6     | Peter Volmer (TV Wattenscheid 01)          | 4,70     |

Datum: 12. August

### Weitsprung
| Platz | Athlet, Verein                         | Weite (m) |
| ----- | -------------------------------------- | --------- |
| 1     | Jochen Verschl (VfB Stuttgart)         | 7,82      |
| 2     | Winfried Klepsch (TV Wattenscheid 01)  | 7,80      |
| 3     | Jens Knipphals (VfL Wolfsburg)         | 7,70      |
| 4     | Guido Kratschmer (USC Mainz)           | 7,69      |
| 5     | Hans-Jürgen Berger (TuS 04 Leverkusen) | 7,68      |
| 6     | Ulrich Meier (LG Offenburg)            | 7,66      |
| 7     | Joachim Busse (FC Bayer 05 Uerdingen)  | 7,53      |
| 8     | Clemens Prokop (LG Regensburg)         | 7,48      |

Datum: 13. August

### Dreisprung
| Platz | Athlet, Verein                        | Weite (m) |
| ----- | ------------------------------------- | --------- |
| 1     | Dieter Eckert (LC Mengerskirchen)     | 16,03     |
| 2     | Klaus Kübler (LG Rems-Murr)           | 15,99     |
| 3     | Wolfram Walther (Eintracht Frankfurt) | 15,61     |
| 4     | Richard Kick (LAC Quelle Fürth)       | 15,47     |
| 5     | Michael Sauer (USC Mainz)             | 15,12     |
| 6     | Theo Stappen (TV Wattenscheid 01)     | 15,04     |
| 7     | Lutz Raschke (OSC Berlin)             | 15,01     |
| 8     | Ludger Ammerich (TV Cloppenburg)      | 14,86     |

Datum: 12. August

### Kugelstoßen
| Platz | Athlet, Verein                                      | Weite (m) |
| ----- | --------------------------------------------------- | --------- |
| 1     | Ralf Reichenbach (LG Süd Berlin)                    | 19,92     |
| 2     | Ferdinand Schladen (LG Jägermeister Bonn-Troisdorf) | 19,38     |
| 3     | Gerhard Steines (TV Wattenscheid 01)                | 19,07     |
| 4     | Josef Forst (TV Wattenscheid 01)                    | 18,50     |
| 5     | Claus-Dieter Föhrenbach (LG Ortenau-Nord)           | 18,09     |
| 6     | Henning Maßholder (USC Mainz)                       | 17,91     |
| 7     | Wolfgang Klein (LC Trewa-Sport Rehlingen)           | 17,79     |
| 8     | Udo Gelhausen (TSV Bayer 04 Leverkusen)             | 16,89     |

Datum: 13. August

### Diskuswurf
| Platz | Athlet, Verein                            | Weite (m) |
| ----- | ----------------------------------------- | --------- |
| 1     | Thomas Berlep (LG Frankfurt)              | 59,08     |
| 2     | Rolf Danneberg (LG Wedel-Pinneberg)       | 58,68     |
| 3     | Werner Hartmann (VfL Buchloe)             | 57,44     |
| 4     | Lothar Pongratz (TV Wattenscheid 01)      | 56,48     |
| 5     | Peter Schulze (KSV Hessen Kassel)         | 56,40     |
| 6     | Henning Maßholder (USC Mainz)             | 55,02     |
| 7     | Wolfgang Klein (LC Trewa-Sport Rehlingen) | 54,76     |
| 8     | Peter Melzer (LG Süd Berlin)              | 52,80     |

Datum: 12. August

### Hammerwurf
| Platz | Athlet, Verein                             | Weite (m) |
| ----- | ------------------------------------------ | --------- |
| 1     | Karl-Hans Riehm (TV Wattenscheid 01)       | 78,52     |
| 2     | Manfred Hüning (LAZ Rhede)                 | 75,06     |
| 3     | Klaus Ploghaus (ASC Darmstadt)             | 70,96     |
| 4     | Manfred Schubert (TSV Bayer 04 Leverkusen) | 69,82     |
| 5     | Andreas Eder (LG Kappelberg)               | 66,18     |
| 6     | Hans-Martin Lotz (SV Polizei Hamburg)      | 65,34     |
| 7     | Roland Klein (USC Mainz)                   | 65,14     |
| 8     | Roland Kempf (TV Wattenscheid 01)          | 64,34     |

Datum: 13. August

### Speerwurf
| Platz | Athlet, Verein                       | Weite (m) |
| ----- | ------------------------------------ | --------- |
| 1     | Michael Wessing (TV Wattenscheid 01) | 88,06     |
| 2     | Helmut Schreiber (USC Heidelberg)    | 84,40     |
| 3     | Klaus Wolfermann (LG Ortenau-Nord)   | 78,52     |
| 4     | Ottmar Strattner (LAC Quelle Fürth)  | 74,80     |
| 5     | Axel Jelten (TSV Schwaben Augsburg)  | 73,22     |
| 6     | Josef Schaffarzik (LAC Quelle Fürth) | 72,94     |
| 7     | Reinhard Lange (KSV Hessen Kassel)   | 72,90     |
| 8     | Josef Strehle (LAZ Günzburg)         | 70,64     |

Datum: 13. August

### Zehnkampf,1965er Wertung
| Platz | Athlet, Verein                             | P – offiz. Wert. | P – 85er Wert. |
| ----- | ------------------------------------------ | ---------------- | -------------- |
| 1     | Guido Kratschmer (USC Mainz)               | 8498 ER          | 8493           |
| 2     | Jens Schulze (USC Mainz)                   | 7929000          | 7858           |
| 3     | Rudolf Brumund (USC Mainz)                 | 7856000          | 7800           |
| 4     | Fritz Mehl (TG Nürtingen)                  | 7841000          | 7757           |
| 5     | Dieter Leyckes (TSV Bayer 04 Leverkusen)   | 7753000          | 7691           |
| 6     | Herbert Böck (LAC Quelle Fürth)            | 7745000          | 7702           |
| 7     | Rudolf Hausner (LAC Quelle Fürth)          | 7660000          | 7597           |
| 8     | Norbert Hoischen (TSV Bayer 04 Leverkusen) | 7647000          | 7588           |

Datum: 29./30. Juli
fand in Bernhausen statt
Mit seinen 8498 P – 8493 P nach Wertung von 1985 – stellte Guido Kratschmer einen neuen Europarekord auf.

### Zehnkampf,1965er Wertung, Mannschaftswertung
| Platz | Verein, Besetzung                                                             | Leistung (Pkte) |
| ----- | ----------------------------------------------------------------------------- | --------------- |
| 1     | USC Mainz (Guido Kratschmer, Jens Schulze, Rudolf Brumund)                    | 24.283          |
| 2     | TSV Bayer 04 Leverkusen I (Wolfgang Muders, Dieter Leyckes, Norbert Hoischen) | 23.221          |
| 3     | LAC Quelle Fürth (Herbert Böck, Rudolf Hausner, Herbert Peter)                | 22.632          |
| 4     | TSV Bayer 04 Leverkusen II (Theo Steinacker, Dieter Tenhaff, Claus Marek)     | 22.119          |
| 5     | MTG Mannheim (Thomas Rizzi, Andreas Rizzi, Jürgen Malzacher)                  | 21.124          |
| 6     | MTV Herrenhausen (Barthold, R. Steinmetz, Rohleder)                           | 20.742          |
| 7     | Turnerbund Weiden (Gernot Köcher, Gruber, Binner)                             | 18.887          |

Datum: 29./30. Juli
fand in Bernhausen statt
nur 7 Teams in der Wertung

### CrosslaufMittelstrecke –5,2 km
| Platz | Athlet, Verein                             | Zeit (min) |
| ----- | ------------------------------------------ | ---------- |
| 1     | Günter Zahn (LAC Quelle Fürth)             | 16:10,5    |
| 2     | Wolf-Dieter Poschmann (TV Wattenscheid 01) | 16:15,6    |
| 3     | Reinhard Leibold (LAC Quelle Fürth)        | 16:18,8    |
| 4     | Ingo Sensburg (Neuköllner Sportfreunde)    | 16:27,3    |
| 5     | Günther Kohl (SC Vöhringen)                | 16:36,3    |
| 6     | Peter Belger (TSV Bayer 04 Leverkusen)     | 16:37,7    |
| 7     | Peter Weigt (LAC Quelle Fürth)             | 16:38,5    |
| 8     | Hubert Schmieg (TV Bad Mergentheim)        | 16:44,1    |

Datum: 4. März
fand in Goldbach statt

### CrosslaufMittelstrecke –5,2 km, Mannschaftswertung
| Platz | Verein, Besetzung                                                          | Platzziffer |
| ----- | -------------------------------------------------------------------------- | ----------- |
| 1     | LAC Quelle Fürth (Günter Zahn, Reinhard Leibold, Peter Weigt)              | 011         |
| 2     | TSV Bayer 04 Leverkusen (Peter Belger, Harald Hudak, Kuhn)                 | 029         |
| 3     | TV Wattenscheid 01 (Wolf-Dieter Poschmann, Hans-Dieter Schulten, Mohsen)   | 038         |
| 4     | LG DJK boullo Andernach-Neuwied (Günter Hinkelmann, Edmund Kaul, Schäfer)  | 062         |
| 5     | Neuköllner Sportfreunde (Ingo Sensburg, Horst Wegner, Weiß)                | 076         |
| 6     | Rot-Weiß Koblenz (Christian Collisy, Reinhard Münzel, Leo Monz)            | 078         |
| 7     | PSV Grün-Weiß Kassel (Ralf Salzmann, Udo Engelbrecht, Winfried Aufenanger) | 092         |
| 8     | SC Vöhringen (Günther Kohl, Franz Hergesell, Wieland Pokorny)              | 108         |

Datum: 4. März
fand in Goldbach statt

### CrosslaufLangstrecke –12,0 km
| Platz | Athlet, Verein                                   | Zeit (min) |
| ----- | ------------------------------------------------ | ---------- |
| 1     | Edmundo Warnke (LAC Quelle Fürth)                | 38:30,1    |
| 2     | Hans-Jürgen Orthmann (VfL Wehbach)               | 38:54,8    |
| 3     | Detlef Uhlemann (LG Jägermeister Bonn-Troisdorf) | 39:11,0    |
| 4     | Manfred Schoeneberg (OSC Thier Dortmund)         | 39:13,3    |
| 5     | Michael Karst (USC Mainz)                        | 39:44,6    |
| 6     | Ingo Simonsen (SCC Berlin)                       | 40:00,3    |
| 7     | Gerd Escher (LG Jägermeister Bonn-Troisdorf)     | 40:13,9    |
| 8     | Werner Grommisch (LAZ bellanett Rhede)           | 40:19,4    |

Datum: 4. März
fand in Goldbach statt

### CrosslaufLangstrecke –12,0 km, Mannschaftswertung
| Platz | Verein, Besetzung                                                                  | Platzziffer |
| ----- | ---------------------------------------------------------------------------------- | ----------- |
| 1     | LG Jägermeister Bonn-Troisdorf (Detlef Uhlemann, Gerhard Escher, Valdur Koha)      | 019         |
| 2     | LAC Quelle Fürth (Edmundo Warnke, Christoph Herle, Clemens Schneider-Strittmatter) | 036         |
| 3     | LG Lage-Detmold (Dirk Sander, Mühlemeier, Norbert Bollweg)                         | 079         |
| 4     | SV Saar 05 Saarbrücken (Peter Alt, Werner Dörrenbächer, Schowing)                  | 081         |
| 5     | LAV Rala Ludwigshafen (Hagen Jaedicke, Axel Hübenthal, Gerd Hammel)                | 089         |
| 6     | Gut-Heil Itzehoe (Gerd Frähmcke, Venzke, Segebrecht)                               | 109         |
| 7     | LAZ bellanett Rhede (Werner Grommisch, Dahms, Albers)                              | 115         |
| 8     | TSV 1860 Rosenheim (Josef Robeis, Günter Gobmeier, Pleschko)                       | 120         |

Datum: 4. März
fand in Goldbach statt

## Meisterschaftsresultate Frauen

### 100 m
| Platz | Athletin, Verein                          | Zeit (s) |
| ----- | ----------------------------------------- | -------- |
| 1     | Birgit Wilkes (VfL Wolfsburg)             | 11,65    |
| 2     | Elvira Possekel (TSV Bayer 04 Leverkusen) | 11,72    |
| 3     | Dagmar Schenten (LG Frankfurt)            | 11,79    |
| 4     | Cornelia Schniggendiller (LG Gütersloh)   | 11,83    |
| 5     | Silke Rasch (VfL Wolfsburg)               | 11,84    |
| 6     | Rita Meurer (TuS 04 Leverkusen)           | 11,89    |
| 7     | Heidi-Elke Gaugel (VfL Sindelfingen)      | 11,94    |
| 8     | Gisela Grässle (LG Staufen)               | 11,96    |

Datum: 12. August
Wind: ±0,0 m/s

### 200 m
| Platz | Athletin, Verein                                    | Zeit (s) |
| ----- | --------------------------------------------------- | -------- |
| 1     | Annegret Richter, geb. Irrgang (OSC Thier Dortmund) | 23,10    |
| 2     | Claudia Steger (TSV Göggingen)                      | 23,76    |
| 3     | Birgit Vöcking (ASV Köln)                           | 23,92    |
| 4     | Cornelia Schniggendiller (LG Gütersloh)             | 24,03    |
| 5     | Dagmar Schenten (LG Frankfurt)                      | 24,03    |
| 6     | Rita Meurer (TuS 04 Leverkusen)                     | 24,05    |
| 7     | Dorothee Wosnitza (TK Hannover)                     | 24,15    |
| 8     | Elvira Possekel (TSV Bayer 04 Leverkusen)           | 24,48    |

Datum: 13. August
Wind: −0,59 m/s

### 400 m
| Platz | Athletin, Verein                                     | Zeit (s) |
| ----- | ---------------------------------------------------- | -------- |
| 1     | Gaby Bußmann (ASV Köln)                              | 51,74    |
| 2     | Elke Decker (TuS 04 Leverkusen)                      | 52,42    |
| 3     | Silvia Hollmann (OSC Thier Dortmund)                 | 52,45    |
| 4     | Elke Barth (TSV Bayer Dormagen)                      | 52,60    |
| 5     | Marlies Kühn (LG Jägermeister Bonn-Troisdorf)        | 53,22    |
| 6     | Dagmar Fuhrmann, geb. Jost (LG Frankfurt)            | 53,23    |
| 7     | Erika Weinstein, geb. Götz (TSV Bayer 04 Leverkusen) | 53,23    |
| 8     | Margit Weller (LG Ostsaar)                           | 53,60    |

Datum: 13. August

### 800 m
| Platz | Athletin, Verein                       | Zeit (min) |
| ----- | -------------------------------------- | ---------- |
| 1     | Elisabeth Schacht (OSC Thier Dortmund) | 2:02,4     |
| 2     | Brigitte Kraus (ASV Köln)              | 2:02,5     |
| 3     | Margrit Klinger (TV Obersuhl)          | 2:02,6     |
| 4     | Petra Kleinbrahm (TuS 04 Leverkusen)   | 2:03,3     |
| 5     | Brigitte Brückner (LAC Quelle Fürth)   | 2:04,1     |
| 6     | Brigitte Koczelnik (TuS 04 Leverkusen) | 2:04,4     |
| 7     | Martina Krott (Alemannia Aachen)       | 2:04,4     |
| 8     | Eva Wegstein (TV Gelnhausen)           | 2:05,2     |

Datum: 12. August

### 1500 m
| Platz | Athletin, Verein                               | Zeit (min) |
| ----- | ---------------------------------------------- | ---------- |
| 1     | Brigitte Kraus (ASV Köln)                      | 4:09,4     |
| 2     | Birgit Friedmann (Eintracht Frankfurt)         | 4:12,8     |
| 3     | Charlotte Teske, geb. Bernhard (ASC Darmstadt) | 4:15,6     |
| 4     | Elvira Hofmann (TV Bad Mergentheim)            | 4:16,4     |
| 5     | Mathilde Heuing (Bielefelder TG)               | 4:16,6     |
| 6     | Maria Mödl (MTV Ingolstadt)                    | 4:16,8     |
| 7     | Rosemarie Lehnich (LAV Gütersloh)              | 4:17,4     |
| 8     | Vera Steiert (ASV Köln)                        | 4:18,3     |

Datum: 13. August

### 3000 m
| Platz | Athletin, Verein                                                    | Zeit (min) |
| ----- | ------------------------------------------------------------------- | ---------- |
| 1     | Birgit Friedmann (Eintracht Frankfurt)                              | 9:02,9     |
| 2     | Monika Greschner (ASV Köln)                                         | 9:15,5     |
| 3     | Elvira Hofmann (TV Bad Mergentheim)                                 | 9:16,6     |
| 4     | Christa Vahlensieck, geb. Kofferschläger (Barmer TV 1846 Wuppertal) | 9:17,5     |
| 5     | Mathilde Heuing (Bielefelder TG)                                    | 9:19,6     |
| 6     | Päivi Roppo/Finnland (LG Jägermeister Bonn-Troisdorf)               | 9:21,0     |
| 7     | Charlotte Teske, geb. Bernhard (ASC Darmstadt)                      | 9:23,5     |
| 8     | Maria Mödl (MTV Ingolstadt)                                         | 9:26,7     |

Datum: 28. Mai
fand in Berlin statt

### 25-km-Straßenlauf
| Platz | Athletin, Verein                                                    | Zeit (h)  |
| ----- | ------------------------------------------------------------------- | --------- |
| 1     | Christa Vahlensieck, geb. Kofferschläger (Barmer TV 1846 Wuppertal) | 1:29:2300 |
| 2     | Charlotte Teske, geb. Bernhard (ASC Darmstadt)                      | 1:31:17,8 |
| 3     | Liane Winter (VfL Wolfsburg)                                        | 1:33:14,0 |
| 4     | Doris Schlosser (LG co op Kurpfalz)                                 | 1:35:09,8 |
| 5     | Manuela Angenvoorth, geb. Preuß (FC Bayer 05 Uerdingen)             | 1:35:18,4 |
| 6     | Gisela Schneider (TuS Iserlohn)                                     | 1:35:50,4 |
| 7     | Elvira Chrzanowski (STV Singen)                                     | 1:37:15,6 |
| 8     | Christiane Mulle (LG Göttingen)                                     | 1:38:00,0 |

Datum: 16. April
fand in Frankenberg an der Eder statt

### Marathon
| Platz | Athletin, Verein                                                    | Zeit (h)  |
| ----- | ------------------------------------------------------------------- | --------- |
| 1     | Christa Vahlensieck, geb. Kofferschläger (Barmer TV 1846 Wuppertal) | 2:38:32,8 |
| 2     | Liane Winter (VfL Wolfsburg)                                        | 2:50:04,9 |
| 3     | Gisela Schneider (TuS Iserlohn)                                     | 2:53:19,8 |
| 4     | Christa Kloth (LAV Hamburg Nord)                                    | 2:45:18,6 |
| 5     | Annemarie Hilkenbach (Post-SV Brilon)                               | 2:58:47,2 |
| 6     | Christel Heine (SCC Berlin)                                         | 2:58:54,3 |
| 7     | Ursula Blaschke (SCC Berlin)                                        | 3:03:17,0 |
| 8     | Marianne Büttner (DJK Wanderglück Bochum)                           | 3:04:02,0 |

Datum: 23. September
fand in Steinwiesen statt

### Marathon, Mannschaftswertung –inoffiziell
| Platz | Verein, Besetzung                                              | Zeit (h) |
| ----- | -------------------------------------------------------------- | -------- |
| 1     | TuS Iserlohn (Gisela Schneider, Gertrud Lorenz, Erika Pullack) | 9:49:23  |

Datum: 23. September
fand in Steinwiesen statt
nur 1 Mannschaft in der Wertung

### 100 m Hürden
| Platz | Athletin, Verein                              | Zeit (s) |
| ----- | --------------------------------------------- | -------- |
| 1     | Silvia Kempin, geb. Käwel (TuS 04 Leverkusen) | 13,34    |
| 2     | Edith Oker (VfB Stuttgart)                    | 13,41    |
| 3     | Leonore Leidel (TSV Bayer 04 Leverkusen)      | 13,59    |
| 4     | Elke Geist, geb. Kiel (LG Kappelberg)         | 13,64    |
| 5     | Liesel Bömelburg (TSV Bayer 04 Leverkusen)    | 13,72    |
| 6     | Anke Bätjer (TK Hannover)                     | 13,81    |
| 7     | Iris Decher (TuS 04 Leverkusen)               | 13,92    |
| 8     | Renate Lang (LAV Rala Ludwigshafen)           | 14,27    |

Datum: 13. August
Wind: ±0,0 m/s

### 400 m Hürden
| Platz | Athletin, Verein                                     | Zeit         |
| ----- | ---------------------------------------------------- | ------------ |
| 1     | Silvia Hollmann (OSC Thier Dortmund)                 | 0055,84 s BR |
| 2     | Erika Weinstein, geb. Götz (TSV Bayer 04 Leverkusen) | 0056,60 s000 |
| 3     | Regina Westedt (VfL Wolfsburg)                       | 0059,32 s000 |
| 4     | Marlies Gutewort (OSC Berlin)                        | 0059,36 s000 |
| 5     | Heike Neumann (SuS Schalke 96)                       | 1:00,02 min0 |
| 6     | Anne Godde (LG ESV/PSV Essen)                        | 1:01,27 min0 |

Datum: 28. Mai
fand in Berlin statt
Die deutsche Meisterin Silvia Hollmann stellte hier mit ihrer Siegerzeit einen neuen DLV-Rekord auf.
nur 6 Läuferinnen im Finale

### 4 × 100 m Staffel
| Platz | Verein, Besetzung                                                                                    | Zeit (s) |
| ----- | --- | -------- |
| 1     | OSC Thier Dortmund (Sabine Klösters, Silvia Hollmann, Ina Wallburg, Annegret Richter – geb. Irrgang) | 44,33    |
| 2     | VfL Wolfsburg (Christa Feeder, Silke Rasch, Birgit Wilkes, Regina Westedt)                           | 44,39    |
| 3     | TuS 04 Leverkusen (Elke Decker, Rita Meurer, Silvia Kempin – geb. Käwel, Rita Wilden – geb. Jahn)    | 44,97    |
| 4     | TSV Bayer Dormagen (Birgit Seiring, Elke Barth, Ute Weichenthal, Susanne Kinder)                     | 45,11    |
| 5     | ASV Köln (Bianca Betz, Gaby Bußmann, Marie-Luise Bockelmann, Birgit Vöcking)                         | 45,13    |
| 6     | VfL Sindelfingen (Heidi-Elke Gaugel, Margit Wagner, Gisela Eichler, Friedricke Vombohr)              | 45,81    |
| 7     | TK Hannover (Christa Teuteberg, Dorothee Wosnitza, Marita Schwenker, Anke Bätjer)                    | 45,85    |
| DNF   | TSV Bayer 04 Leverkusen (Leonore Leidel, Sabine Wecke, Erika Weinstein -geb. Götz, Elvira Possekel)  |          |

Datum: 13. August

### 4 × 400 m Staffel
| Platz | Verein, Besetzung                                                                                      | Zeit (min) |
| ----- | --- | ---------- |
| 1     | TuS 04 Leverkusen (Brigitte Koczelnik, Petra Kleinbrahm, Gisela Klein – geb. Ellenberger, Elke Decker) | 3:34,9 BRV |
| 2     | LG Ostsaar (Susanne Anlauf, Margit Weller, Karin Schneider, Margarete Schöndorf)                       | 3:35,30000 |
| 3     | LAV Hamburg Nord (Petra Thiessel, Karin Pesselhoy, Dammann, Hansen)                                    | 3:43,30000 |
| 4     | LG ESV/PSV Essen (Rehhausen, Anne Godde, Zelgert, Stöhr)                                               | 3:46,20000 |
| 5     | SCC Berlin (Marion Claßen-Beblo, Sabina Beblo, Staschik, Juppe)                                        | 3:46,20000 |
| 6     | LG Nord Berlin (Köhler, Müller, Raela Schwerdtfeger, Angela Wilhelm)                                   | 3:53,10000 |
| 7     | Sport-Union Annen (Albers, Koch, Bettina Büngener, Simone Büngener)                                    | 3:57,10000 |

Datum: 12. August
Die Läuferinnen aus des TuS 04 Leverkusen stellten mit ihrer Siegerzeit einen neuen DLV-Rekord für Vereinsstaffeln auf.
nur 7 Staffel am Start

### 3 × 800 m Staffel
| Platz | Verein, Besetzung                                                                         | Zeit (min) |
| ----- | ----------------------------------------------------------------------------------------- | ---------- |
| 1     | TuS 04 Leverkusen (Brigitte Koczelnik, Gisela Klein – geb. Ellenberger, Petra Kleinbrahm) | 6:20,0     |
| 2     | ASV Köln (Vera Steiert, Sabine Weiß, Brigitte Kraus)                                      | 6:21,2     |
| 3     | LG USC Freiburg (Löwenberg, Beate Gutwein, Jutta Klaus)                                   | 6:36,8     |
| 4     | LAZ bellanett Rhede (Irmgard Grommisch, Maria Könning, Gudrun Schulz)                     | 6:37,3     |
| 5     | Bielefelder TG (Steffi Böker, Czechanowski, Henning)                                      | 6:38,9     |
| 6     | TK Hannover (Lehmann, Brunner, Friesland)                                                 | 6:46,1     |
| 7     | LG Jägermeister Bonn-Troisdorf (Marlies Kühn, Elisabeth Kraemer, Schüler)                 | 6:53,7     |
| 8     | LC Solingen (Gerda Pöche, Alexius, Poschen)                                               | 6:53,9     |

Datum: 16. September
fand in Lage statt

### Hochsprung
| Platz | Athletin, Verein                         | Höhe (m) |
| ----- | ---------------------------------------- | -------- |
| 1     | Brigitte Holzapfel (TuS 04 Leverkusen)   | 1,95 BRe |
| 2     | Ulrike Meyfarth (TuS 04 Leverkusen)      | 1,95 BRe |
| 3     | Annette Harnack (TV Sontra)              | 1,860000 |
| 4     | Marita Peller (Düsseldorfer SC 99)       | 1,830000 |
| 5     | Sabine Serk (TuS Iserlohn)               | 1,830000 |
| 6     | Ute-Maria Bartsch (TuS 04 Leverkusen)    | 1,830000 |
| 7     | Angelika Dimke (LG Eckental)             | 1,800000 |
| 8     | Katrin Burchardt                         | 1,750000 |
| 8     | Jasmin Fischer (TSV Bayer 04 Leverkusen) | 1,750000 |
| 8     | Ellen Mundinger (USC Mainz)              | 1,750000 |
| 8     | Petra Wziontek (ASV Köln)                | 1,750000 |

Datum: 12. August
Mit ihren 1,95 m stellten die Deutsche Meisterin Brigitte Holzapfel und auch die Meisterschaftszweite Ulrike Meyfarth den bestehenden DLV-Rekord ein.

### Weitsprung
| Platz | Athletin, Verein                   | Weite (m) |
| ----- | ---------------------------------- | --------- |
| 1     | Karin Hänel (ASV Köln)             | 6,47      |
| 2     | Birgit Wilkes (VfL Wolfsburg)      | 6,35      |
| 3     | Cilly Lemkamp (LAZ Rhede)          | 6,21      |
| 4     | Dorothee Wosnitza (TK Hannover)    | 6,19      |
| 5     | Angelika Umlauf (LG Ratio Münster) | 6,16      |
| 6     | Rita Meurer (TuS 04 Leverkusen)    | 6,13      |
| 7     | Edith Oker (VfB Stuttgart)         | 6,12      |
| 8     | Astrid Fredebold (LG Frankfurt)    | 6,11      |

Datum: 12. August

### Kugelstoßen
| Platz | Athletin, Verein                  | Weite (m) |
| ----- | --------------------------------- | --------- |
| 1     | Eva Wilms (LAC Quelle Fürth)      | 19,62     |
| 2     | Marion Gröger (TuS 04 Leverkusen) | 16,19     |
| 3     | Jutta Weide (LG Baden-Baden)      | 15,47     |
| 4     | Jutta Göhler (TuS Köln rrh. 1874) | 15,34     |
| 5     | Veronika Czorny (ASC Darmstadt)   | 15,18     |
| 6     | Birgit Salzer (LG Frankfurt)      | 15,17     |
| 7     | Ute Rompf (TV 1885 Haiger)        | 14,98     |
| 8     | Cornelia Sulek (LG Lech-Ammersee) | 14,90     |

Datum: 13. August

### Diskuswurf
| Platz | Athletin, Verein                        | Weite (m) |
| ----- | --------------------------------------- | --------- |
| 1     | Ingra Manecke (LAC Quelle Fürth)        | 57,96     |
| 2     | Eva Wilms (LAC Quelle Fürth)            | 54,14     |
| 3     | Cornelia Sulek (LG Lech-Ammersee)       | 53,88     |
| 4     | Barbara Beuge (Berliner SC)             | 53,28     |
| 5     | Marion Gröger (TuS 04 Leverkusen)       | 50,38     |
| 6     | Doris Gutewort (OSC Berlin)             | 50,12     |
| 7     | Dagmar Galler (DSC Oldenburg)           | 49,66     |
| 8     | Petra Frank (LG Schwalmstadt/Leimsfeld) | 49,94     |

Datum: 12. August

### Speerwurf
| Platz | Athletin, Verein                                  | Weite (m) |
| ----- | ------------------------------------------------- | --------- |
| 1     | Eva Helmschmidt (LG Kappelberg)                   | 58,96     |
| 2     | Ingrid Thyssen (ASV Köln)                         | 57,62     |
| 3     | Beate Peters (OSC Thier Dortmund)                 | 55,78     |
| 4     | Waltraud Glasauer, geb. Romberger (TSV Speyer)    | 53,38     |
| 5     | Gabriele Fuhrmann (TSV Bayer 04 Leverkusen)       | 50,44     |
| 6     | Iris Lehmann, geb. Sporleder (Düsseldorfer SC 99) | 50,42     |
| 7     | Constanze Zahn (LG Wedel-Pinneberg)               | 50,06     |
| 8     | Heide Adametz (LG Eckental)                       | 49,24     |

Datum: 12. August

### Fünfkampf,1977er Wertung
| Platz | Athletin, Verein                         | P – offiz. Wert. | P – 81er Wert. |
| ----- | ---------------------------------------- | ---------------- | -------------- |
| 1     | Astrid Fredebold (LG Frankfurt)          | 4231             | 4200           |
| 2     | Liesel Albert, geb. Krauhs (TV 1895 Elm) | 4156             | 4094           |
| 3     | Anette Horst (DJK Aschaffenburg)         | 4114             | 4038           |
| 4     | Angelika Holder (TV Neidlingen)          | 4026             | 3956           |
| 5     | Ursula Buschhaus (TSV Gevelsberg)        | 3994             | 3894           |
| 6     | Angelika Wedwing (FC Schalke 04)         | 3978             | 3913           |
| 7     | Regina Heling (USC Mainz)                | 3867             | 3733           |
| 8     | Karin Schmitt (LG Rheinfried Oppenheim)  | 3731             | 3575           |

Datum: 29./30. Juli
fand in Bernhausen statt

### Fünfkampf,1977er Wertung– Mannschaftswertung
| Platz | Verein, Besetzung                                                              | Leistung (Pkte) |
| ----- | ------------------------------------------------------------------------------ | --------------- |
| 1     | LAV co op Dortmund (Uta Walter, Elke Walter, Holtmeier)                        | 11.187          |
| 2     | TSV 1880 Wasserburg (Irmi Niederlechner, Christa Höcketstaller, Merit Holzheu) | 10.203          |

Datum: 29./30. Juli
fand in Bernhausen statt
nur 2 Teams in der Wertung

### CrosslaufMittelstrecke –3,2 km
| Platz | Athletin, Verein                               | Zeit (min) |
| ----- | ---------------------------------------------- | ---------- |
| 1     | Monika Greschner (ASV Köln)                    | 11:29,3    |
| 2     | Maria Mödl (MTV Ingolstadt)                    | 11:58,0    |
| 3     | Brigitte Kraus (ASV Köln)                      | 12:01,6    |
| 4     | Mathilde Heuing (Bielefelder TG)               | 12:04,2    |
| 5     | Irene Keppke (1. FC Nürnberg)                  | 12:18,5    |
| 6     | Sabine (ASV Köln)                              | 12:24,1    |
| 7     | Dagmar Gütte (TV Wattenscheid 01)              | 12:27,2    |
| 8     | Sabine Schön (LG DJK boullo Andernach-Neuwied) | 12:36,5    |

Datum: 4. März
fand in Goldbach statt

### CrosslaufMittelstrecke –3,2 km, Mannschaftswertung
| Platz | Verein, Besetzung                                                 | Platzziffer |
| ----- | ----------------------------------------------------------------- | ----------- |
| 1     | ASV Köln (Monika Greschner, Brigitte Kraus, Sabine Weiß)          | 10          |
| 2     | Bielefelder TG I (Mathilde Heuing, Gerlinde Püttmann, Brettmeier) | 27          |
| 3     | Bielefelder TG II (Czechanowski, Steffi Böker, Büscher)           | 63          |

Datum: 4. März
fand in Goldbach statt
nur 3 Mannschaften in der Wertung

### CrosslaufLangstrecke –5,2 km
| Platz | Athletin, Verein                                                    | Zeit (min) |
| ----- | ------------------------------------------------------------------- | ---------- |
| 1     | Christa Vahlensieck, geb. Kofferschläger (Barmer TV 1846 Wuppertal) | 19:40,9    |
| 2     | Ulrike Kullmann (TV Mettmann)                                       | 19:44,5    |
| 3     | Renate Kieninger (LG Offenburg)                                     | 19:51,1    |
| 4     | Heide Brenner (LG Jägermeister Bonn-Troisdorf)                      | 19:56,7    |
| 5     | Päivi Roppo/Finnland (LG Jägermeister Bonn-Troisdorf)               | 20:05,7    |
| 6     | Ellen Wessinghage, geb. Tittel (TuS 04 Leverkusen)                  | 20:25,7    |
| 7     | Ulrike Heinz (LG Jägermeister Bonn-Troisdorf)                       | 20:38,8    |
| 8     | Eva Oppermann (Barmer TV 1846 Wuppertal)                            | 20:55,7    |

Datum: 4. März
fand in Goldbach statt

### CrosslaufLangstrecke –5,2 km, Mannschaftswertung
| Platz | Verein, Besetzung                                                                                     | Platzziffer |
| ----- | --- | ----------- |
| 1     | LG Jägermeister Bonn-Troisdorf (Heide Brenner, Päivi Roppo/Finnland, Ulrike Heinz)                    | 16          |
| 2     | Barmer TV 1846 Wuppertal (Christa Vahlensieck – geb. Kofferschläger, Eva Oppermann, Marita Vestweber) | 22          |
| 3     | ASC Darmstadt (Barbara Will, Steiner, Döge)                                                           | 36          |
| 4     | LAC Quelle Fürth (Ulrike Urban, Waltraud Fajeruzoff – geb. Simolka, Claudia Kupfer)                   | 51          |
| 5     | USC Mainz (Inge Schmidt, Ursula Habermann, Erika Fisch)                                               | 75          |

Datum: 4. März
fand in Goldbach statt
nur 5 Mannschaften in der Wertung

## Videolinks
- 5000-m- und 10.000-m-Finale Männer aus den TV-Übertragungen vom 13. August bzw. 28. Mai 1978 auf You-Tube, abgerufen am 22. April 2021
- Deutsche Leichtathletikmeisterschaften 10000m (1978 Berlin) auf You-Tube, abgerufen am 22. April 2021